# Torres de Quart
A Torres de Quart Valencia egykori városfalából megmaradt két kaputorony közül az egyik.

## Története

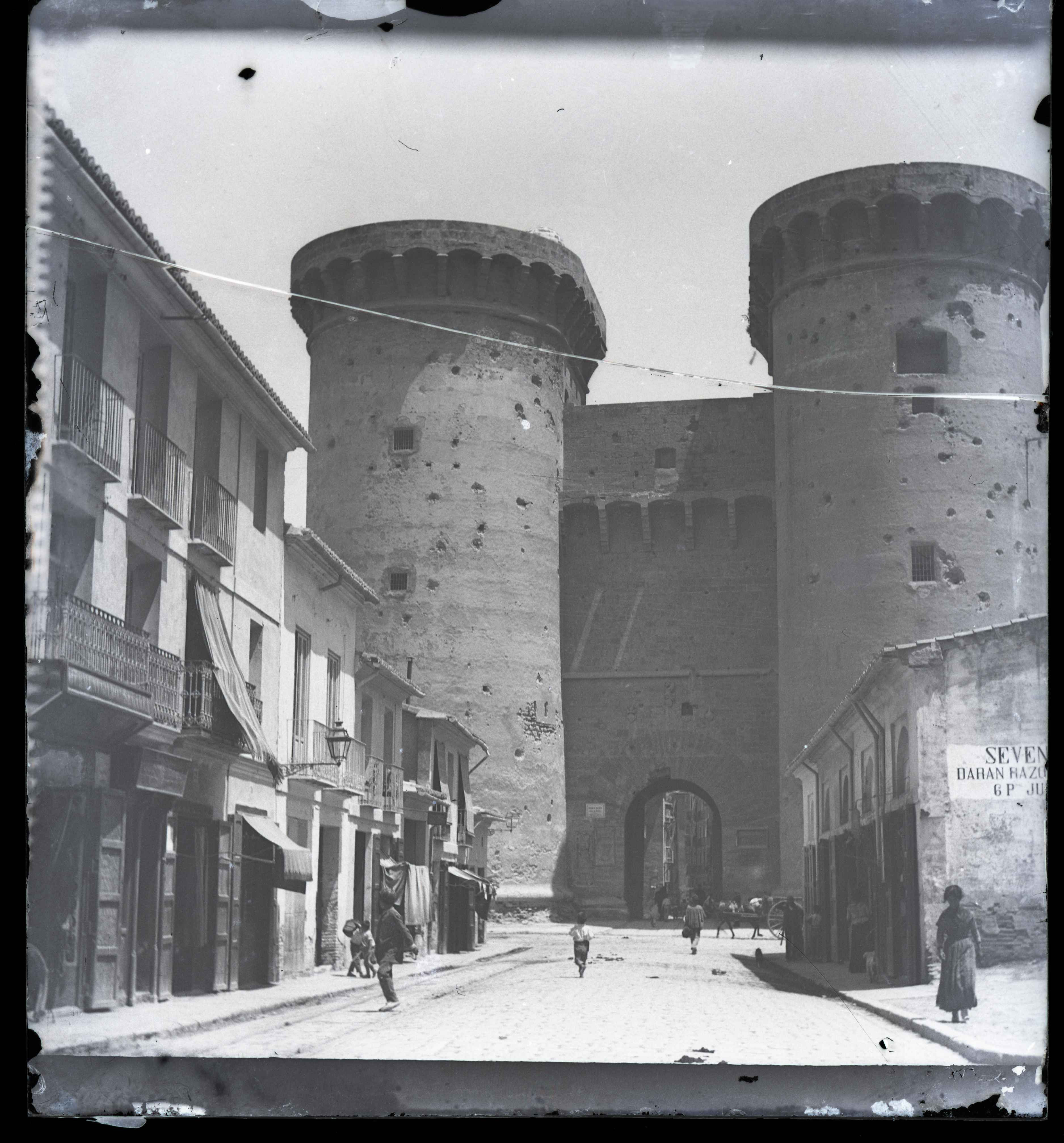
A 20. század elején

A kaputornyot 1441 és 1493 között építették, a munkákat négy egymást követő építőmester (Francesc Baldomar, Jaume Pérez, Pere Compte és Pere Bonfill) felügyelte. A feljegyzések szerint a kapu egy öt kilométerre fekvő városról, Cuart de Poblet után kapta a nevét.
A tornyokat 1874-ig Portal de la Cal (Mészkő kapu) és Torres de la Cal (Mészkő torony) néven is emlegették, mivel az építkezésekhez szükséges mészkövet csak rajta keresztül lehetett a városba szállítani.
A tornyok külső oldala félkör alakú, a városmag felé néző belső lapos. Az építmény alapja és néhány eleme terméskőből, többi része mészkőből és habarcsból áll.
A 16. században lőporraktérkánt is használtak, majd 1623-ban a városi tanács úgy döntött, hogy szobáiból női börtönt alakít ki. 1813 után ismét börtön, katonai fegyintézet működött benne. A torony jól vizsgázott a félszigeti háborúban, amikor I. Napóleon francia császár csapatai megtámadták Valenciát, az épületen ma is látszanak a becsapódások – 132 ágyú- és több mint ezer kisebb kaliberű lövedék – nyomai.